# Praxis (proces)
Praxis (grc.  πρᾶξις) – proces, w którym teoria, lekcja lub zdolność jest uchwalona, ucieleśniona, zrealizowana, zastosowana lub wdrożona w praktyce lub w stan rzeczywisty.
To słowo jest często wykorzystywane w filozofii (najczęściej politycznej).